# Pier Import
Pier Import est une chaîne de magasins spécialisée dans la vente de meubles et de décorations exotiques. La société est créée en 1962 aux États-Unis et ouvre son premier point de vente en France en 1972. L'enseigne adopte son nom actuel en 1976 lors de la reprise par François Lemarchand. Revendue à la fin des années 1980, l'enseigne connaît dès lors des difficultés financières dues à la concurrence sur le marché et ferme progressivement ses points de vente. Reprise par Forfinance en 2002, l'enseigne applique un nouveau concept deux ans plus tard. En 2009, Pier Import est placée en redressement judiciaire. L'enseigne est reprise en janvier 2010 par Atmosphères International.
En 2021, la société devient Pier Import SAS. Son activité est désormais concentrée sur son site de vente en ligne et ses magasins - showrooms ouverts en France.

## Histoire
L'enseigne voit le jour aux États-Unis à San Francisco en 1962 sur le quai numéro un où un entrepôt propose des articles invendus d'origine asiatique. Face au succès de ce concept, des dizaines de magasins sont créés en Europe.
Le premier magasin en France ouvre ses portes en 1972 dans le centre commercial Vélizy 2 sous l'enseigne Pier One. À la suite de l'arrêt de ses activités en Europe par Henderson[Qui ?], seuls les onze points de vente les plus prometteurs sont conservés. En 1976, la filiale française Pier One, alors proche du dépôt de bilan, est reprise par François Lemarchand sous le nom de Pier Import. Le concept de l'enseigne évolue afin de proposer des articles plus authentiques provenant des différentes cultures du monde. François Lemarchand revend la société en 1988, pour près de 22 millions d'euros, afin de se consacrer à son nouveau projet : la création de l'enseigne Nature et Découvertes,.
Dès lors, les premiers problèmes de trésorerie apparaissent rapidement. En 1992, la famille Touret, propriétaire de Darnal Expansion, prend le contrôle de Pier Import,. Cependant, la montée de la concurrence au cours des années 1990 entraîne une baisse du chiffre d'affaires à partir de 1995 bien qu'une restructuration de l'enseigne et une hausse du nombre des points de vente soit appliquée. Le changement radical du positionnement intervenu à la suite de la reprise de l'enseigne a contribué au début de son déclin. L'abandon du concept de vente de meubles exotiques au profit d'ameublement bas prix a fait perdre à Pier Import son l'identité et l'a mis en concurrence avec d'autres enseignes (Gifi, La Foir'Fouille).
En mai 1998, Pier Import retrouve une rentabilité durable à la suite de la vente du magasin du 44, avenue des Champs-Élysées. Avec un parc de 130 magasins en propre et 26 en licence, l'enseigne réalise un chiffre d'affaires de 579 millions de francs après avoir réalisé un virage stratégique en avril 1997.
Le 31 octobre 2002, l'enseigne est reprise par Forfinance, propriétaire de l'enseigne La Foir'Fouille. Pier Import est à cette époque déficitaire et comprend 144 magasins en France, 6 en Suisse et 16 au Portugal. À la suite de cette acquisition, près d'une cinquantaine de points de vente sont fermés, dont une vingtaine passent sous l'enseigne La Foir'Fouille. Afin de remettre en avant l'image de Pier Import, Forfinance charge l'agence Design Day de redessiner principalement l'architecture commerciale et la signalétique[Quoi ?]. Ainsi, le magasin situé à Nancy devient le premier magasin à adopter le nouveau concept suivi de celui de Belle Épine, quinze autres points de vente doivent rejoindre le nouveau concept avant la fin de 2004 et le reste du parc dans les quatre années suivantes. Le groupe espère atteindre une croissance de 10 % du chiffre d'affaires et de 30 % pour les magasins ayant adopté le nouveau concept.
En 2004, la société réalise un chiffre d'affaires de 95 millions d'euros avec une perte de 20 % en trois ans. En janvier 2005, Pier Import annonce la fermeture de ses six points de vente en Suisse ainsi que d'autres sur le territoire français en raison d'une baisse de ses ventes.
Le 2 septembre 2009, le groupe Pier Import, qui possède 45 magasins pour 282 salariés, est placé en redressement judiciaire. Le 20 janvier 2010, le groupe Atmosphères International, spécialisé dans la décoration, reprend la société avec vingt points de vente et les 142 employés qui y sont employés. Les magasins qui n'ont pas été repris sont quant à eux placés en liquidation judiciaire.
En 2010, la société est relancée avec d'importants changements dont l'abandon du concept d'importateur de produits exotiques, et un nouveau redéploiement de son offre composée de meubles et d'accessoires de décoration, tendance et chic. De plus, l'identité visuelle et la signature de l'enseigne sont modifiées[Comment ?][source insuffisante].
En mars 2011, Atmosphères International annonce vouloir relancer le développement de l'enseigne dans des zones commerciales sur des surfaces comprises entre 400 m2 et 600 m2. Par ailleurs, l'enseigne Atmosphères cesse son développement au profit de Pier Import.[source insuffisante]
En septembre 2017, la société Pier Import, qui ne compte plus que quatre points de vente en France, est rachetée par Laurent et Cédric Favre d'Echallens, qui optent pour un développement des ventes en ligne. En février 2018, Pier Import acquiert un nouvel entrepôt de 3 600 m2 à Sens dans la zone d'activités des Vauguillettes. Ainsi, ce sont près de 4 000 palettes qui peuvent y être stockées.
En avril 2023, Pier Import ouvre un nouveau Showroom à Bordeaux, après ceux de Boulogne-Billancourt et de Strasbourg. La société continue ainsi son déploiement avec ce sixième point de vente en France, en plus de son site internet de vente en ligne. 

## Dates-clés
- 1962 : création de Pier 1 aux États-Unis ;
- 1976 : rachat des magasins Pier 1 français par François Lemarchand ; la marque est rebaptisée « Pier Import » ;
- 1988 : François Lemarchand vend la société Pier Import ;
- 1992 :
  - rachat par la famille Touret (Darnal Expansion) ;
  - changement de concept (abandon des meubles exotiques au profit d'ameublement à bas prix) ;
  - ouverture de nouveaux magasins pour compenser les difficultés financières ;
- 1998 : retour à la rentabilité ; 150 magasins actifs ;
- 2002 :
  - rachat par Forfinance (La Foir'Fouille) à la suite de nouveaux déficits ;
  - changement concept et de logo ;
  - fermeture d'une cinquantaine de magasins ;

- - placement en redressement judiciaire et rachat par Atmosphères International ;
  - seuls 21 magasins sont conservés parmi les 45 existants ;
  - changement de concept (meubles chics), nouveau logo ;
- 2017 :
  - rachat, par Laurent et Cédric Favre d'Echallens, de Pier Import et ses quatre derniers magasins ;
  - Pier Import devient un site de vente en ligne.

- 2021 : la société devient Pier Import SAS[17].